# Колпаків Юрій Миколайович
Колпаків Юрій Миколайович (23 квітня 1880, Кишинев, Бессарабська губернія, Російська імперія — ?) — підполковник Дієвої Армії УНР.

## Життєпис
Народився у місті Кишинев Бессарабської губернії Російської імперії.
Закінчив 1-й кадетський корпус (у місті Санкт-Петербург), Миколаївське інженерне училище (у 1899 році). Служив у Лібавській фортечній роті (у 1910 році). З 2 листопада 1914 року — командир 1-ї роти 5-го саперного батальйону. З 11 грудня 1916 року — підполковник. З 26 січня 1917 року — командир окремої інженерної роти. З 2 березня 1917 року — штаб-офіцер для справо-виробництва інженерної частини етапно-господарчого відділу штабу 7-ї армії. З 1 січня 1918 року — завідувач інженерної частини 7-ї армії.
З 20 вересня 1918 року — бухгалтер електротехнічної управи Головного інженерного управління Військового міністерства Української Держави. З 1 липня 1919 року — начальник канцелярії електротехнічної управи Головного інженерного управління Військового міністерства УНР. 16 листопада 1919 року був звільнений з посади через розформування управління. Був інтернований польською владою. З 24 квітня 1920 року — співробітник Військово-технічної управи Військового міністерства УНР. З 16 вересня 1920 року — т. в. о. начальника електротехнічного відділу Військово-технічної управи Військового міністерства УНР.
Подальша доля невідома.